# Germanophobie

Deutschfeindliches Propaganda-Poster in Amerika während des Ersten Weltkriegs (1917): „Vernichtet diese verrückte Bestie – Werdet Soldat“

Germanophobie (auch Deutschenhass oder Deutschfeindlichkeit) ist eine Einstellung, die Deutsche,  mit ihrer Kultur, Sprache und zugeschriebenen „Wesensmerkmalen“ ablehnt. 
Während imperialistischer Auseinandersetzungen und Kriege im 19. und 20. Jahrhundert war dies eine breite Erscheinung in anderen Ländern, insbesondere in solchen, die mit Deutschland Kriege führten. Germanophilie ist das Gegenwort dazu.

## Geschichte

### 19. Jahrhundert
Ab der zweiten Hälfte des 19. Jahrhunderts war Deutschfeindlichkeit in Form der Diskriminierung ethnisch Deutscher bzw. Deutschstämmiger im Zusammenhang imperialistischer Auseinandersetzungen in Europa eine wiederkehrende Erscheinung.
In den Vereinigten Staaten von Amerika entstanden mit der zunehmenden Einwanderung von Deutschen und Iren zur Jahrhundertmitte die Bewegung der Nativisten und später die fremdenfeindliche Know-Nothing Party, die die angelsächsische Kultur durch die überwiegend katholischen Migranten aus diesen Ländern bedroht sah. Dies galt auch für die mit den Nativisten verwandten Temperenzler, da viele deutsche Einwanderer Gastwirte waren (die spätere Prohibition in den Vereinigten Staaten war auch teilweise germanophob motiviert). In den 1850er Jahren machte der Einfluss der Nativisten innerhalb der Republikanischen Partei es den in dieser mit ihnen konkurrierenden Forty-Eighters schwer, deutschstämmige Wähler für sie zu gewinnen, bis der als deutschfreundlich geltende Abraham Lincoln 1860 als republikanischer Präsidentschaftskandidat aufgestellt wurde.

### Erster Weltkrieg
Einen vorläufigen Höhepunkt erfuhren deutschfeindliche Einstellungen während des Ersten Weltkriegs in den Staaten der Entente und ihrer Alliierten. Nachdem Deutschland den uneingeschränkten U-Boot-Krieg erklärt hatte, bei dem zahlreiche US-amerikanische Zivilisten ums Leben kamen, wurden Deutschamerikaner angefeindet und sahen sich zur Assimilation gezwungen. Im Vereinigten Königreich sah sich das deutschstämmige britische Königshaus (bis 1917 Sachsen-Coburg und Gotha, engl.: Saxe-Coburg and Gotha) zur Umbenennung in Windsor gezwungen, aus Battenberg wurde Mountbatten.

### Zeit des Nationalsozialismus und Zweiter Weltkrieg
Die größte Verbreitung deutschfeindlicher Einstellung gab es während des durch das „Dritte Reich“ zu verantwortenden Zweiten Weltkriegs und Holocausts. Nach dem Krieg äußerte sich dies u. a. während der Vertreibungen Deutscher aus den ehemaligen Ostgebieten des Deutschen Reiches.
Während des Krieges und in der unmittelbaren Zeit danach waren auf westalliierter Seite die Vorstellungen des Vansittartismus in Umlauf gewesen. Nach diesem germanophoben Erklärungsmodell der deutschen Geschichte sei der Nationalsozialismus das Ergebnis einer jahrhundertealten politischen und kulturellen Fehlentwicklung derselben gewesen. Laut dem Historiker Wolfgang Wippermann sei die historische Wichtigkeit des Vansittartismus nicht zu unterschätzen, denn so „problematisch diese […] Deutung der deutschen Geschichte unter historischen Gesichtspunkten war, so wichtig war sie in politischer Hinsicht“, weil zahlreiche Vertreter der Westalliierten von einer Kollektivschuld der Deutschen ausgingen. So neigte der amerikanische Präsident Franklin D. Roosevelt dazu, Adolf Hitler als den typischen Deutschen anzusehen (Winston Churchill teilte diese Ansicht, ähnlich wie Josef Stalin und anders als viele seiner Landsleute, allerdings nicht). Während des Krieges sorgten die vansittartistischen Auffassungen innerhalb von Teilen des Widerstandes gegen den Nationalsozialismus, wie dem Kreisauer Kreis und den Verschwörern um das Attentat vom 20. Juli 1944, für antiwestliche Stimmungen gegen Kapitalismus, Materialismus und Utilitarismus, was, Axel von dem Bussche zufolge, auch bei Claus Schenk Graf von Stauffenberg der Fall gewesen sein soll. Vansittartistische Ansichten beeinflussten auch die Entnazifizierung und Reeducation. Der Historiker Ian Kershaw spricht diesbezüglich von „grobschlächtige[n] Interpretation[en]“ „von anglo-amerikanischen Autoren“. Mit Beginn des Kalten Krieges verlor der Vansittartismus jedoch an Bedeutung.

### Nachkriegszeit und EU

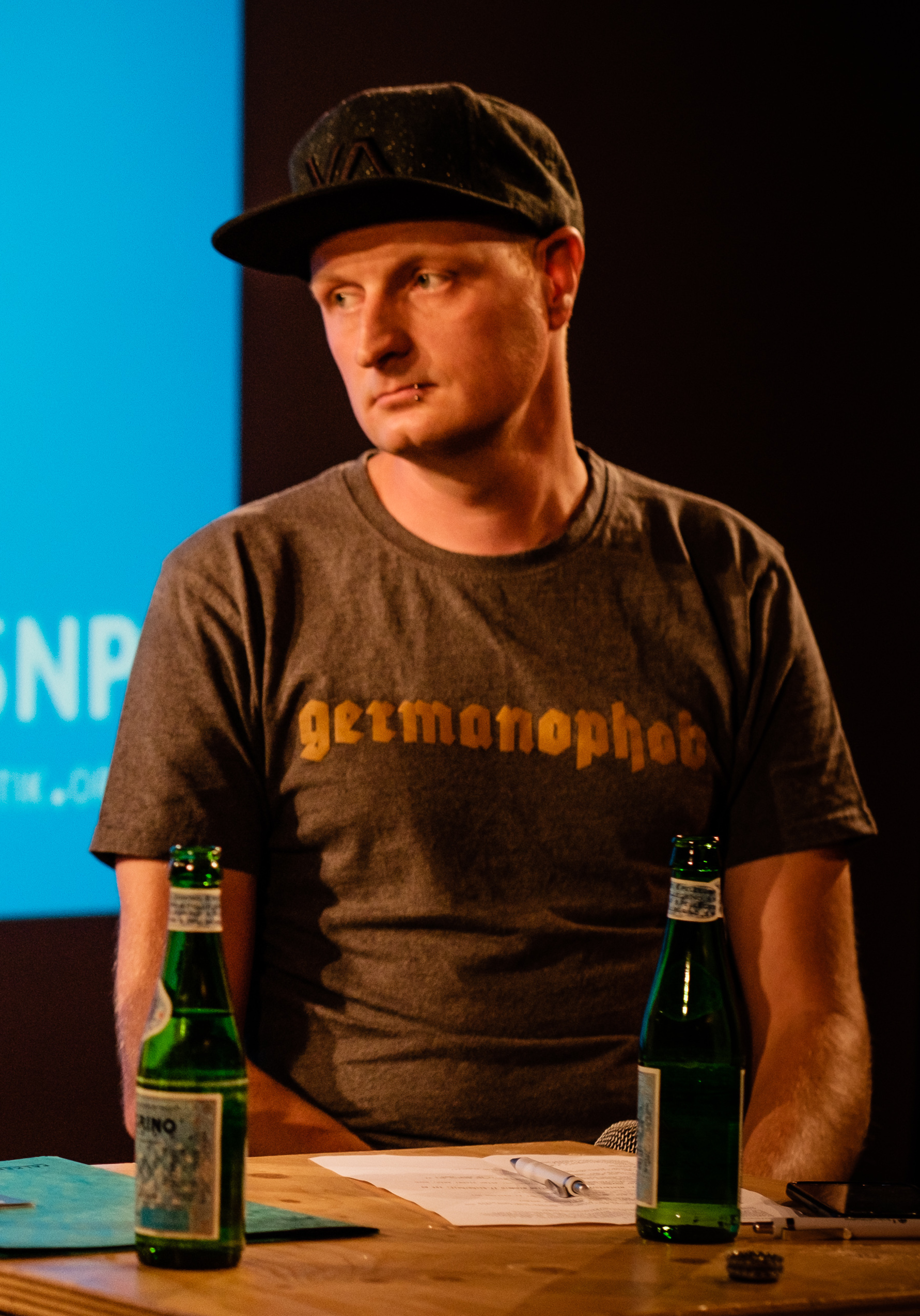
T-Shirt mit dem Aufdruck „germanophob“ in gebrochener Grotesk-Schriftart (Schlagwort der antideutschen Bewegung)

In einem  Aufsatz über die kulturpolitischen Beziehungen zwischen Deutschland und Italien nach 1945 geht Andrea Hindrichs (2002) auf „deutschfeindliche Filme“ ein, die von italienischen, überwiegend linksgerichteten Regisseuren bis in die 1960er Jahre produziert wurden. Hindrichs urteilt, dass, während Deutsche in den Filmen kollektiv „zu Nazis abgestempelt“ wurden, im Gegenzug alle in den Filmen vorkommenden Italiener in durchgehend positiven Rollen in Erscheinung traten
Der deutsch-türkische Germanist Seref Ates urteilte 2011 in seiner Studie über die deutsch-türkischen Medienbeziehungen von 1999 bis 2009 über die türkische Zeitung Hürriyet, diese habe über eine gewisse Zeit „nationalistische und deutschfeindliche Töne“ vertreten.
Im Zuge der Schuldenkrise im Euroraum und der verordneten Austeritätspolitik wurde vor allem in Griechenland ein Wiederkehren von deutschfeindlichen Stereotypen in Zeitungen beobachtet. Es wurden beispielsweise Bildmontagen von Angela Merkel in nationalsozialistischer Uniform abgedruckt. Ähnliche Veröffentlichungen gab es auch in italienischen und türkischen Medien.
Die polnische Partei Recht und Gerechtigkeit (2005–2007 und 2015–2023 an der Macht in Polen) und ihr Vorsitzender Jarosław Kaczyński werden als deutschfeindlich wahrgenommen.
Auch in den – zumindest mehrheitlich – deutschsprachigen Ländern Österreich und Schweiz gibt es Deutschenfeindlichkeit. Für die Schweiz ist das in Deutsche in der Schweiz dargestellt. Das Verhältnis der Österreicher zu den Deutschen wird im Film Die Piefke-Saga thematisiert – einerseits will man die Einnahmen aus dem Tourismus, andererseits sind die deutschen Gäste nicht immer willkommen.
Das BKA verwendet seit Beginn des Jahres 2019 die Unterkategorie „Deutschfeindlich“ als Bestandteil des Themenfeldes „Hasskriminalität“ zur Erfassung politisch motivierter Kriminalität.